# Sohldurchschlag
Als Sohldurchschlag bezeichnet man bei Fließgewässern das Durchbrechen der Gewässersohle durch Erosion. Folge ist eine plötzliche, starke Eintiefung des Gewässers mit Auswirkungen auf den Grundwasserspiegel, die Uferstruktur und Gefährdung von Bauwerken wie zum Beispiel Brücken. Zum Sohldurchschlag kommt es bei beweglicher, d. h. in Lockergestein oder -sediment liegenden Gewässersohle, wenn sich diese im „Zustand der latenten Erosion“ befindet; das bedeutet, wenn eine grobe Deckschicht feineres, darunter liegendes Sohlmaterial vor Erosion schützt. Wenn die Deckschicht bei größeren Hochwasserereignissen aufreißt, kommt es zum Sohldurchschlag.
Ein Sohldurchschlag kann natürlicherweise erfolgen, tritt aber meist infolge menschlicher Eingriffe ins Gewässer oder Gewässerbett auf. Grund ist verstärkte Erosionskraft, z. B. durch Bettbegradigung (mit höherer Fließgeschwindigkeit), Veränderung des Einzugsgebiets (durch Versiegelung oder veränderte Landnutzung veränderte Hochwasserganglinien), Einengung des Gewässerprofils, z. B. durch Brückenpfeiler, oder ähnliche Gründe. Starke Erosionsvorgänge wie der Sohldurchschlag treten dabei immer bei Hochwasser auf. Zum eigentlichen Sohldurchschlag kommt es vor allem dann, wenn das Gewässerbett aus erosionsbeständigem Hartsubstrat wie Kies oder Blockwerk besteht, das auf weicheren Sedimenten oder Gesteinen wie Lehm oder Mergelstein auflagert. Ist die Schotter- und Kiesschicht an der Gewässersohle durch zunächst eher langsame und kontinuierliche Erosionsvorgänge abgetragen, erodieren die nun freigelegten darunter liegenden Schichten und der Fluss gräbt sich rasch ins Gelände. Problematisch ist dieser Vorgang besonders bei Bauwerken in Gewässern wie etwa Brückenpfeilern oder Kraftwerken. Ein Sohldurchschlag stellt eine ohne harte technische Ausbaumaßnahmen irreversible Veränderung des Gewässers dar. Dies liegt vor allem daran, dass die erosionsbeständigen Schotterkörper meist unter anderen Klimabedingungen in den Eiszeiten entstanden waren und sich heute nicht mehr nachbilden können.